# Heide (Bernsdorf)
Heide, bis 1949 Kolonie Heye III, ist ein Wohnplatz der Stadt Bernsdorf im Nordwesten des Landkreises Bautzen im Freistaat Sachsen. Die Siedlung entstand als Werkskolonie der „Grube Heye III“.

## Geographie

### Lage
Heide befindet sich vier Kilometer nordwestlich von Bernsdorf rechtsseitig des Ruhlander Schwarzwassers in der weitgehend ebenen und waldreichen Grünewalder Heide; nordöstlich liegen mit dem Alten Jungfernstein (171 m) und dem Jungfernstein (173 m) zwei unbedeutenden Erhebungen. Östlich von Heide verläuft die Bahnstrecke Lübbenau–Kamenz, südöstlich liegt der Bahnhof Wiednitz. Im Norden befinden sich auf Hohenbockaer und Lautaer Flur die Tagebaurestseen Heide VI und Heide V.

### Nachbarorte
| Schwarzbach | Hohenbocka                                  | Johannisthal, Leippe |
| Grünewald   | Kompassrose, die auf Nachbargemeinden zeigt | Neukollm, Saxonia    |
| Sella       | Wiednitz                                    | Wiednitz             |

## Geschichte
Bis zum Ende des 19. Jahrhunderts bestand die zur preußischen Oberlausitz gehörige Gegend nördlich von Wiednitz aus von Kiefern dominierten Heidewäldern. Am Oberlauf des Schwarzwassers befanden sich mit dem Alten Teich und dem Nasdanteich zwei größere Teichteiche. 1874 wurde die von der Berlin-Görlitzer Eisenbahn-Gesellschaft errichtete Bahnstrecke Lübbenau–Kamenz vollendet, im Zuge des Eisenbahnbaus erfolgte die Trockenlegung der beiden Teiche.
Nachdem 1908 im Gebiet zwischen Wiednitz, Hohenbocka, Leippe und Grünewald bei Erkundungsbohrungen ein abbauwürdiges Braunkohlenflöz aufgefunden worden war, erwarb der Großindustrielle Friedrich Carl Theodor Heye, Besitzer der Braunkohlengruben "Heye I" und "Heye II" sowie der Glashütte Annahütte bei Särchen die Abbaurechte. Bereits 1909 begann die "F. C. Th. Heye Braunkohlenwerke GmbH" östlich von Grünewald auf dem Areal des Jahmenteiches mit dem Aufschluss der Grube "Heye III". Zugleich wurde an den Nasdanwiesen neben der Eisenbahnstrecke der Bau einer Brikettfabrik, eines Grubenkraftwerks und der Werkssiedlung „Kolonie Heye III“ aufgenommen. Die Pläne für die Werkssiedlung lieferte der Architekt Georg Heinsius von Mayenburg, der zuvor bereits für die Ilse Bergbau AG die Gartenstadt Marga entworfen hatte.
Die Gebäude der unmittelbar neben den Betriebsanlagen errichteten Siedlung wurden durch Heinsius ähnlich gestaltet, wie die in der deutlich größeren Gartenstadt Marga. Die Siedlung mit Wohnhäusern für Beamte und Arbeiter, einem Badehaus, einer Schule sowie einer Werksgaststätte bildete eine geschlossene Gemeinde und war zur Dorfkirche Hohenbocka eingepfarrt. In den 1920er Jahren entstand ein Wasserturm.
Die Aufnahme der Kohlegewinnung und die Inbetriebnahme der Brikettfabrik erfolgte im Dezember 1909, zwischen dem Tagebau und der Brikettfabrik entstand eine Kettenbahn zum Transport der Kohle. Nach der Auskohlung des ersten Tagebaus wurden bis 1937 westlich der Bahnstrecke in Richtung Hohenbocka die Tagebaue II, III und IV betrieben, die ausgekohlten Flächen wurden mit dem Abraum verkippt. Wegen der zunehmenden Entfernung zwischen dem Tagebau und der Brikettfabrik erfolgte die Errichtung einer Grubenbahn mit Großraumwagen von je 20 t. Jährlich wurden etwa 0,5 bis 0,7 Mio. t Kohle gefördert.
Mit dem 1935 aufgenommenen Tagebau V wurde die Kohleförderung auf das Gelände östlich der Bahnstrecke zwischen Hohenbocka und Lauta verlagert. 1940 erfolgte mit dem Tagebau VI der Aufschluss des letzten neuen Tagebaus der Grube. 1943 verkaufte die F. C. Th. Heye-Annahütte-Braunkohlenwerke GmbH ihre Betriebsanlagen in Annahütte und verlegte ihren Betriebssitz in die Kolonie Heye III. Nach dem Zweiten Weltkrieg wurde das Unternehmen verstaatlicht. Da die Rohkohle aus den eigenen Abbaufeldern wegen des gestiegenen Brikettbedarfs nicht mehr ausreichte, um die Brikettfabrik zu versorgen, wurde 1947 eine neue Kohlenverbindungsbahn von der Brikettfabrik Laubusch nach Heye III angelegt, mit der Braunkohle aus dem Tagebau Laubusch, später auch von der Siebanlage Sabrodt angeliefert werden konnten.
1949 erhielt die inzwischen verstaatlichte Grube den neuen Namen „VEB Braunkohlenwerk Heide“, zeitgleich wurde auch die Kolonie Heye III in Heide umbenannt. Im Jahre 1950 wurde die Werkssiedlung Heide aus dem Braunkohlenwerk ausgegliedert und zum Ortsteil von Wiednitz. Bis zu dieser Zeit war die Kolonie ausschließlich von Werksangehörigen bewohnt.
Als Nebenprodukte des Tagebaubetriebs wurden ab 1957 auch Quarzsand und Ton gewonnen. Zu Beginn der 1960er Jahre wurde die Kohleförderung auf jährlich 1 Mio. t gesteigert. Da die Energiepolitik der DDR in der zweiten Hälfte der 1960er Jahre vermehrt auf Erdöl statt auf Braunkohle setzte, wurde die Grube Heide, in der sich noch Kohlenvorräte von 3,4 Mio. t befanden, 1968 vorzeitig stillgelegt. Das noch zu verfüllende Restloch V wurde von 1971 bis 1990 als Rotschlammdeponie des Lautawerkes genutzt. Die Brikettfabrik Heide wurde 1968 dem „VEB BKK Glückauf Knappenrode“ zugeordnet. 1969 erreichte sie mit ca. 590.000 t Briketts ihre höchste Jahresproduktion. In Folge der Einstellung des Grubenbetriebs sank die Einwohnerzahl durch den Wegzug vieler Bergmannsfamilien aus Heide. Ende 1992 wurde die Brikettfabrik Heide stillgelegt, in den Jahren 1994–1995 erfolgte die Sprengung der Brikettfabrik und des Kraftwerkes. Gegenwärtig steht der historische Ortskern nahezu leer, dies betrifft insbesondere den durch von Mayenburg entworfenen Bereich. Folge ist ein zunehmender Verfall: Eingeworfene Fensterscheiben, große Risse in den Mauern und undichte Dächer sind die Folge.
Nach der Kreisreform gehörte Heide von 1996 bis 2008 als Ortsteil von Wiednitz zum Landkreis Kamenz und seitdem zum Landkreis Bautzen. Am 1. Januar 2012 wurde Heide zusammen mit Wiednitz nach Bernsdorf eingemeindet.

### Bevölkerungsentwicklung
| Jahr | Einwohner |
| ---- | --------- |
| 1911 | 400       |
| 1925 | 918       |
| 2012 | 140       |

### Grube Heye III / Tagebau Heide
- Betriebszeit: 1909–1968
- Abbaufläche: 883,8 ha
- Rohkohlenfördermenge: 38,8 Mio. t

### Brikettfabrik Heye III / Heide
- Betriebszeit: 1910–1992
- Gesamtproduktion: 28,3 Mio. t Briketts

## Denkmale
- Fabrikantenvilla der Heye Braunkohlenwerke, errichtet nach 1910 (saniert 2004)
- Wohnhaus Bahnhofstraße 65 und Nebengebäude, ursprünglich erhaltenes Siedlungshaus der Kolonie
- Ehemaliges Klubhaus mit Bibliothek, Laden und Wirtschaftsteil, errichtet nach 1910 (zu Wohnzwecken umgebaut, saniert 2018–20[7])